# Nagy Ferenc (labdarúgó, 1918)
Nagy Ferenc (Pozsony, 1918. június 25. – 1957) magyar bajnok és kupagyőztes labdarúgó. 

## Pályafutása
Nagy Ferenc a magyar élvonalban 1939-ben mutatkozott be a Szolnoki MÁV csapatában. A szolnoki csapattal az 1940-41-es idényben megnyerte a magyar kupát, a döntőben a Ferencváros csapata ellen ő szerezte az utolsó gólt. 1944-ben előbb a SZAC, majd az Újpest labdarúgója lett. Az Újpesttel 1945-ben és 1946-ban is magyar bajnok lett. Az 1946-1947-es idényben az élvonalbeli újonc Testvériség labdarúgója volt.

## Sikerei, díjai
- Magyar bajnokság
  - bajnok: 1945, 1945-46
- Magyar kupa
  - győztes: 1940-41